# 波斯王子2：影与火
《波斯王子2：影与火》是一款由Broderbund制作和发行的平台游戏。游戏于1993年在MS-DOS发行。游戏后移植至超级任天堂。
《波斯王子2》获得《電腦遊戲世界》1993年年度最佳“动作游戏”
2013年，游戏推出Android及IOS移动版操作系统的高清重制版。

## 玩法
与前作类似，玩家控制王子，通过跑、跳跃、匍匐等多个动作离开危险区域，并通过血壶来恢复HP及增加HP的最大值。相较于前作，本作的战斗难度更大。比如在前作中，敌人只在他所在的场景作战，不会追击玩家，但本作中，如果玩家没能将他们消灭，他们会尾随玩家而来；此外，本作的敌人还会结伙而至，而并非像前作那样单独与玩家战斗，有时同一场景会有四个敌人同时与玩家战斗；在某些地方，当来袭的敌人被打倒后，援兵会迅速赶来。与前作一样，游戏有时间限制，玩家要在75分钟内通关，没有生命限制，但流逝的时间不会复原（除了读档重新开始）。在游戏画面方面，相较于前作亦有较大提升。不仅色彩更丰富，CG也更细致。游戏背景也较前作多样。

## 剧情
游戏开始于前作的结尾，王子因打败了邪恶的大臣贾法尔（Jaffar）而被波斯民众奉为英雄，了解到他的英雄事迹的苏丹打算给他的巨额财富以示感谢，但他拒绝了，相反地，他选择迎娶了他深爱的苏丹的女儿——波斯的公主。而就在他们婚后的第12日，当王子来到觐见室门前时，一道如同暗影般的寒气掠过他的身体，就在那一瞬间，他身上的华服变成了一件褴褛的破衣，就像乞丐的打扮一样。但他并没注意，就这样径直步入觐见室，由于大家没能认出他，便都用异样的眼光看着他。就在他走到公主面前，尝试与公主对话，问她和其他人为什么用异样的眼光看着他时。一个和他外表完全一样的人（贾法尔使用魔法伪装的假王子）从公主身后的黑影中显露出来，要求卫兵把他抓起来，就在卫兵追逐王子期间，王子跳窗而逃。最终逃到码头，并跳上一艘商船，逃离了这座城市。
王子在商船的底层甲板入睡，他做了一个梦，梦见一个神秘的女子在一座华美的觐见室里召唤着他到她那里去。就在这时，一道惊雷吵醒了王子，这道由贾法尔投下的惊雷将王子所乘坐的商船击毁。当王子再一次恢复意识时，他发现自己身处一座异国岛屿的沙滩上。岛上有一座满是骷髅战士的洞穴，这些骷髅战士对王子的到来十分不友好，纷纷与之恶斗。最终，通过在洞里发现的一条魔毯，王子逃出生天。于此同时，由于苏丹的再一次出征作战，窃据波斯的贾法尔假扮的假王子夺取了王位，并在公主写信向父王求助时原形毕露。他使用毒咒让公主患病，在沉睡中渐渐死去。
魔毯把王子带到了一座住满尖叫声的厉鬼、毒蛇以及遍地都是陷阱的古城遗迹。当来到一间大厅时，王子发现了一把宝剑，当他伸手去触碰时，随即失去了知觉。就在这时，这间大厅显露出了它曾经的，华美的模样——它与王子在商船上的睡梦中看到的那间觐见室一模一样。而那个他在梦中看到的神秘女子也出现在觐见室里，她告诉王子，她是王子的母后，在多年以前，她与国王都被黑暗军团（Armies of Darkness）杀害了。而王子是他们整个皇室唯一的幸存者。她把国王的剑（也就是王子触碰后失去知觉的那把）交给王子，嘱咐王子为他们全家报仇。
随后，王子骑上一匹神驹(原本是古城中的一座奔马的雕塑，当王子骑到它背上后被唤醒)，奔向一座红色的神庙，那里住着头戴鸟头头饰的僧兵。在那里，他发现了造成故事开始时的一切的暗影，现在可以如他所愿的自由离开他的躯体。他借助他的暗影取得了神庙祭坛里的神火，就在他取得神火后，之前追杀他的那些僧兵放下了武器，对他下跪行礼。他借助神驹回到了波斯，并在公主的寝宫遭遇了贾法尔。依靠自己的火与影，王子烧死了贾法尔，让后者化为灰烬。
贾法尔死后，他给公主下的毒咒也随即解除，公主醒了。王子随后命令把贾法尔的骨灰抛洒在风中。游戏在一位面目狰狞的老巫婆通过水晶球观看这对幸福的年轻人在风中策马奔腾的场景中画上句号。根据游戏作者乔丹·麦其纳的说法，有关这位老巫婆以及“黑暗军团”的剧情将在随后的续集中发布，然而这个续集却再也没有发布过。

## 移植
Titus软件将本作移植到了 SNES 平台并于1996年发布。 SNES版缺少某些原作的特色，及原作中的某些关卡，包括最后一关。2006年8月11日， 之前没有发布的 Genesis/Mega Drive移植版被泄露出来。这个版本由Microïds移植，原打算由Psygnosis发布。 但后来却由于未知的原因，在作品几乎要完成的时候被废弃。 而游戏 波斯王子：时之砂的Xbox版同样内含本作，玩家可以在时之砂中的秘密地点解锁本作。而 GameCube及PlayStation 2版的时之砂内含的则是本作的前作。而PC版则完全没有这一彩蛋。
本作麦金塔版本的分辨率较高 (640×480)，而SNES和DOS版的则较低，分别为320×200和256×224。

## 重制
2013年，游戏推出Android及IOS移动版操作系统的高清重制版。这个版本同时拥有手势与手柄（同时支持虚拟手柄与实体手柄）两种操作模式。

## 荣誉
据游戏作者乔丹·麦琪纳所言，《波斯王子2》在商业上获得很大的成功，到2000年，该游戏一共卖出750000份。
作家查尔斯·阿代在给《电脑游戏世界》的投稿中指出，“《波斯王子2》不仅在各个方面都优于其前作，并且游戏设计得非常残酷，让人极度抓狂，却没有一丝宽心的感觉。简言之，它是我玩过的同类游戏中最好的游戏。”并且“这款游戏有一种完全无法抗拒的魅力”。但他同时批评游戏不够完善的存档机制，这一缺憾使之经常要花大量时间重玩游戏，不过他最后还是总结说，“这个游戏没有什么优点，除了敬畏还是敬畏……这是一部麦琪纳的大师之作，以及同类游戏中最曲折的迷宫的缔造者之一。”
德国Power Play(杂志)对于该游戏的Dos版以及麦金塔版的评分为百分制下的68分。
该游戏还在1994年6月赢得《电脑游戏世界》的“年度动作游戏（Action Game of the Year）”奖。编辑对其评语为“毫无悬念地胜过它的前辈们”，并说它“拥有流畅的横轴动画，惊悚的电影视角，丰富的动作以及令人生畏的迷宫”。